# Massimo Nosetti
Massimo Nosetti (Bassignana, 5 gennaio 1960 – Torino, 12 novembre 2013) è stato un organista, compositore e direttore d'orchestra italiano.
È stato organista titolare della Cattedrale di San Giovanni Battista di Torino e del Santuario di Santa Rita di Torino.

## Biografia
Ha studiato organo, composizione, polifonia vocale, musica corale e direzione di coro presso i conservatori di Torino e Milano.
Per l'organo, dopo il diploma conseguito sotto la guida di E. Girardi e G. Donati, si è perfezionato in Svizzera e Francia con i Maestri Pierre Pidoux e Jean Langlais.
È stato docente di Organo e Composizione organistica al Conservatorio di Cuneo e del Master in Organo Romantico all'Accademia Diocesana di Musica Sacra in San Rocco di Alessandria.
Un'intensa attività concertistica in quasi tutti i Paesi europei così come pure in America del Nord e del Sud, Asia e Oceania lo ha portato spesso a esibirsi nei più importanti Festivals organistici internazionali.
Sul versante della didattica ha condotto numerose masterclass sulla letteratura organistica romantica e post-romantica in svariate sedi universitarie, particolarmente in Giappone, Corea e USA. All'attività di esecutore viene affiancata quella di direttore di coro (del coro della Cattedrale di Torino dal 1980 al 1994 e con il Gruppo Vocale “Cantus Firmus” da lui fondato), d'orchestra e quella di compositore con la pubblicazione di numerosi lavori, principalmente organistici e corali. Sue sono le musiche per i filmati di presentazione delle ostensioni della S. Sindone a Torino nel 1998 e 2000 eseguite dall'Orchestra Sinfonica Nazionale della RAI. Tra gli ultimi lavori editi si segnala il volume L'Organista per la Liturgia (ed. Eurarte) e la raccolta di brani organistici A Portrait of M. Nosetti (ed. Animus, Inghilterra).
È stato membro della Commissione Diocesana di Musica Sacra, si è occupato delle problematiche progettuali, costruttive e di restauro legate all'organo.
È stato Direttore del Segretariato Organisti dell'Associazione Italiana Santa Cecilia della quale è stato anche Vice Presidente dal 1999 al 2004.
Nell'estate del 2005 ha accompagnato come organista la Scuola Corale della Cattedrale di Lugano in Gran Bretagna per una tournée musicale nelle più prestigiose cattedrali inglesi, sotto la direzione di Robert Michaels.
È deceduto prematuramente e improvvisamente il 12 novembre 2013 all'età di 53 anni a causa di un tumore al pancreas. Le esequie sono state celebrate da monsignor Cesare Nosiglia il successivo 16 novembre presso il santuario di Santa Rita a Torino.

## Discografia
Numerose sono le collaborazioni e le registrazioni per vari enti radiofonici italiani e stranieri. La produzione discografica comprende la realizzazione di 19 CD dedicati a differenti aspetti della letteratura d'organo, dal Rinascimento fino ai nostri giorni, per le etichette RUSTY RECORDS, CARRARA, BNL e SYRIUS.